# زک افران
زکری دیوید الکساندر افران (به انگلیسی: Zachary David Alexander Efron؛ زادهٔ ۱۸ اکتبر ۱۹۸۷) بازیگر آمریکایی است. او بازیگری را به‌طور حرفه‌ای در آغاز دههٔ ۲۰۰۰ آغاز کرد و بابت نقش اصلی‌اش در سه‌گانهٔ دبیرستان موزیکال (۲۰۰۶–۲۰۰۸) به‌عنوان آیدل نوجوان به شهرت رسید. طی این مدت، او همچنین نقش اصلی فیلم موزیکال اسپری مو (۲۰۰۷) و فیلم کمدی دوباره ۱۷ (۲۰۰۹) را ایفا کرد.
افران نقش اصلی فیلم‌های شب سال نو (۲۰۱۱)، خوش‌شانس (۲۰۱۲)، پسر روزنامه فروش (۲۰۱۲)، همسایه‌ها (۲۰۱۴)، بابابزرگ کثیف (۲۰۱۶)، گارد ساحلی (۲۰۱۷) و بزرگ‌ترین شومن (۲۰۱۷) را بازی کرد. او همچنین تد باندی را در فوق‌العاده شرور، به طرز وحشتناکی شیطانی و پست (۲۰۱۹) به تصویر کشید.

## سال‌های نخستین زندگی
افران در ۱۸ اکتبر ۱۹۸۷ در سان لوئیس اوبیسپو، کالیفرنیا به دنیا آمد و چند سال بعد به همراه خانواده‌اش به آرویو گراند، کالیفرنیا نقل مکان کردند. پدرش دیوید افران یک مهندس الکترونیک در نیروگاه برق و مادرش استارلا بسکت منشی سابق همان نیروگاه برق، در محل کار پدر افران کار می‌کرد. افران برادر کوچک‌تری به نام دیلن و یک خواهر ناتنی کوچک‌تر از سمت پدری، به نم اولیویا دارد و در یک خانوادهٔ متوسط بزرگ شده است. او ریشهٔ یهودی دارد و یک ندانم گرا است. نام خانوادگی افران، در زبان عبری به معنی چکاوک و نام مکانی در کتاب مقدس است و این نام از پدربزرگ پدری یهودی لهستانی او ریشه می‌گیرد.
پدر زک افران او را به بازیگری تشویق می‌کرد. او بازیگری را هنگامی که ۱۱ سال داشت شروع کرد.
او با ایفای نقشی همراه با رقص و آواز در فیلم دبیرستان موزیکال، تبدیل به تازه‌ترین چهره هالیوود شد. افران با حضور در فیلم دوباره ۱۷، همزمان بازی در نقشی غیر موزیکال و همچنین ایفای نقش اصلی در یک فیلم سینمایی در ژانر کمدی را تجربه کرد.

## تحصیلات
افران در سال ۲۰۰۶ از دبیرستان آرویو گراند فارغ‌التحصیل شد و سپس در دانشگاه کالیفرنیای جنوبی پذیرفته شد اما به دلیل کار بر روی پروژه‌های سینمایی در این دانشگاه ثبت نام نکرد. وی همچنین در کنسرواتوار هنرهای نمایشی پاسیفیک، (یک کالج محلی واقع در سانتا ماریا، کالیفرنیا) جایی که در سال‌های ۲۰۰۰ و ۲۰۰۱ در آنجا اجرا داشت، پذیرفته شد.

## حرفه

### ۲۰۰۲–۲۰۰۶: شروع بازیگری
افران بازیگری را در اوایل دهه ۲۰۰۰ شروع کرد. او به عنوان بازیگر میهمان در چند مجموعه تلویزیونی که شامل فایرفلای، بخش فوریت‌های پزشکی (ای آر) و نگهبان ظاهر شد. در سال ۲۰۰۴، او در نقشی فرعی در فصل اول مجموعه تلویزیونی شبکه تلویزیونی برادران وارنر، به نام سرزمین تابستانی در نقش کامرون بیل ظاهر شد. برای فصل دوم این مجموعه تلویزیونی که در سال ۲۰۰۵ به روی آنتن رفت، نقش شخصیت داستانی او به بازیگران اصلی مجموعه تلویزیونی ارتقا یافت و در کنار سایر بازیگران این مجموعه تلویزیونی درخشید. او همچنین در مجموعه تلویزیونی شبکه لایف‌تایم، به نام امتداد معجزه حضور یافت که نامزد دریافت جایزه هنرمند جوان به خاطر بازی در نقش یکی از دو دوقلو مبتلا به اوتیسم شد.
بعد از بازی او در مجموعه تلویزیونی سرزمین تابستانی، نقش‌های کوتاهی در مجموعه‌های تلویزیونی زندگی سوئیت زاک و کودی، ان‌سی‌آی‌اس، سی‌اس‌آی: میامی و انیمیشن جایگزین‌ها گرفت.
در سال ۲۰۰۵، او در نقش اصلی موزیک ویدئوی Hope Partlow به نام Sick Inside بازی کرد.
همچنین در سال ۲۰۰۵، او نقش پاتریک مک کارل (پسری در فیلم، که علاقهٔ زیادی به اسب‌ها دارد) در فیلم مسابقهٔ اسب‌دوانی (The Derby Stallion) ایفا کرد. در این فیلم، کاراکتر او می‌خواهد که قهرمان مسابقهٔ اسب‌دوانی شهر را در مسابقهٔ اسب‌دوانی شکست دهد.

### ۲۰۰۶–۲۰۰۹: دبیرستان موزیکال و پیشرفت

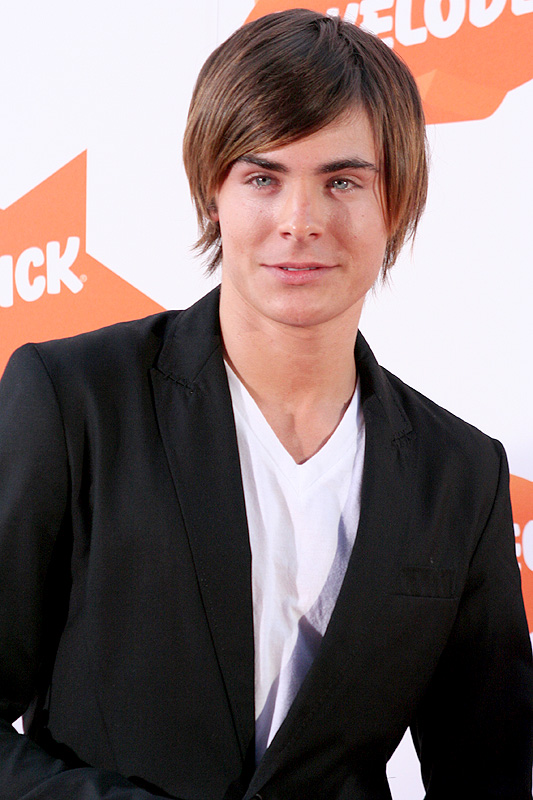
زک افران در سال ۲۰۰۷

در سال ۲۰۰۶ افران در فیلم سینمایی دبیرستان موزیکال در نقش تروی بولتون، یک دانش‌آموز محبوب و کاپیتان تیم بسکتبال را بازی کرد. این فیلم که با انتظار کمی روبرو بود به بیشتر شناخته شدن افران در بین بینندگان نوجوان هم به عنوان بازیگر و هم به عنوان خواننده کمک کرد. بر اساس آمار، او مقام چهارم را در بانک اطلاعات اینترنتی فیلم‌ها (IMDB) در لیست IMDBPro's STARMeter در ۲۹ ژانویه ۲۰۰۶ کسب کرد. در اوت ۲۰۰۶، افران برنده جایزهٔ انتخاب نوجوانان به‌طور مشترک با ونسا هاجنز شد.
کلیهٔ بازیگران به همراه افران، تورهایی در سیدنی، استرالیا، لندن، انگلیس و سایر نقاط برای تبلیغ فیلم برگزار کردند.
مدّت کمی پس از پخش دبیرستان موزیکال در ۴ فوریهٔ ۲۰۰۶، افران با اجرای دو آهنگ پر فروش در جدول ۱۰۰ آهنگ داغ بیلبورد همراه با ونسا هاجنز برای اولین بار در عموم ظاهر شد. در همین لیست آهنگ‌های پر فروش هفته، افران ۵ آهنگ از فیلم دبیرستان موزیکال داشت که به‌طور همزمان در لیست قرار گرفته بود.
آهنگ Breaking Free در همان زمان رکورد سریع‌ترین صعود در تاریخ جدول بیلبورد، از ردهٔ ۸۶ به ردهٔ ۴ را در طول دو هفته به ثبت رساند، البته این رکورد با آهنگ دروغگوی زیبا از بیانسه و شکیرا شکسته شد. افران همچنین در سال ۲۰۰۶ در بازی‌های ویدئویی کانال دیزنی به عنوان کاپیتان تیم قرمز ظاهر شد.
در ۷ آوریل ۲۰۰۷، افران در قسمتی از برنامه پانکد ظاهر شد که طی برنامه‌ای از پیش تعیین شده او را دست انداختند. افران در موزیک ویدئوی ونسا هاجنز به نام بگو باشه (Say Ok) بازی کرد که به عنوان عشق ونسا هاجنز بود، موزیک ویدئو در شبکهٔ دیزنی در ۱۶ مارس، ۲۰۰۷ پخش شد.
در سال ۲۰۰۶ افران در فیلم اسپری‌موی در نقش لینک لارکین بازی کرد که در ۲۰ ژوئیه ۲۰۰۷ اکران شد. افران از صدای اصلی خودش برای نقشش استفاده کرد، او موهایش را کوتاه کرد و به رنگ قهوه‌ای تیره رنگ کرد و حدود ۱۵ پوند (۶٫۸ کیلوگرم) وزن اضافه کرد. این فیلم در تورنتو، انتاریو از ۵ سپتامبر تا ۲ دسامبر ۲۰۰۶ فیلمبرداری شده است. بازی افران و فیلم نتاج مثبتی را دربرداشت. به دلیل حضور در فیلم اسپری‌مو افران قادر به حضور در کنسرت دبیرستان موزیکال و اجرا در کنار دوستانش نبود؛ و Drew Seeley به جای او در این کنسرت خوانندگی کرد.
دبیرستان موزیکال ۲ در اوت ۲۰۰۷ اکران شد و رکوردی ثبت کرد، پربیننده‌ترین فیلم از طریق برنامه تلویزیون کابلی در تاریخ آمریکا با ۱۷٫۲ میلیون بیننده شد. به علاوه موتور جستجوی لایکوس اعلام کرد که ۸۱ در صد جستجوهای انجام شده در این سایت، مربوط به زک افران بوده است.
افران همچنین بر روی جلد مجلهٔ رولینگ استون چاپ اوت ۲۰۰۷ ظاهر شد. مقاله‌ای در مورد علاقه‌اش، که او آرزو داشت روزی در نقشی اکشن بازی کند، منتشر شد. افران همراه با کویین لطیفه برندهٔ جایزهٔ انتخاب نوجوانان برای محبوب‌ترین فیلم را معرفی کرد؛ و یکسال بعد، او با گروه The Veronicas مجری Nickelodeon Australian Kid's Choice Awards در ۱۰ اکتبر در سیدنی شد.

افران در فیلم دبیرستان موزیکال ۳: سال آخر

افران نقشش را دوباره در دبیرستان موزیکال ۳: سال آخر تکرار کرد که در ۲۴، اکتبر ۲۰۰۸ اکران شدن شد.
نقش بعدی افران در فیلم دوباره ۱۷ بود که یک کمدی درام با کارگردانی آدام شانکمن بود. داستان فیلم دربارهٔ شخصی بزرگسال است که به دوران ۱۷ سالگی (نقشش را افران بازی کرده) در دبیرستان هایدن برمی‌گردد، جایی که ستارهٔ تیم بسکتبال است و پسری کاملاً جذاب و کسی که همکلاسی‌هایش دوستش دارند، این فیلم در سال ۲۰۰۹ اکران شد.
در اوایل سال ۲۰۰۹، افران در فیلمی به نام من و اورسن ولز بازی کرد. مبنی بر رمان رابرت کاپلو به همین نام. داستان (که در دههٔ ۱۹۳۷ در نیویورک به 

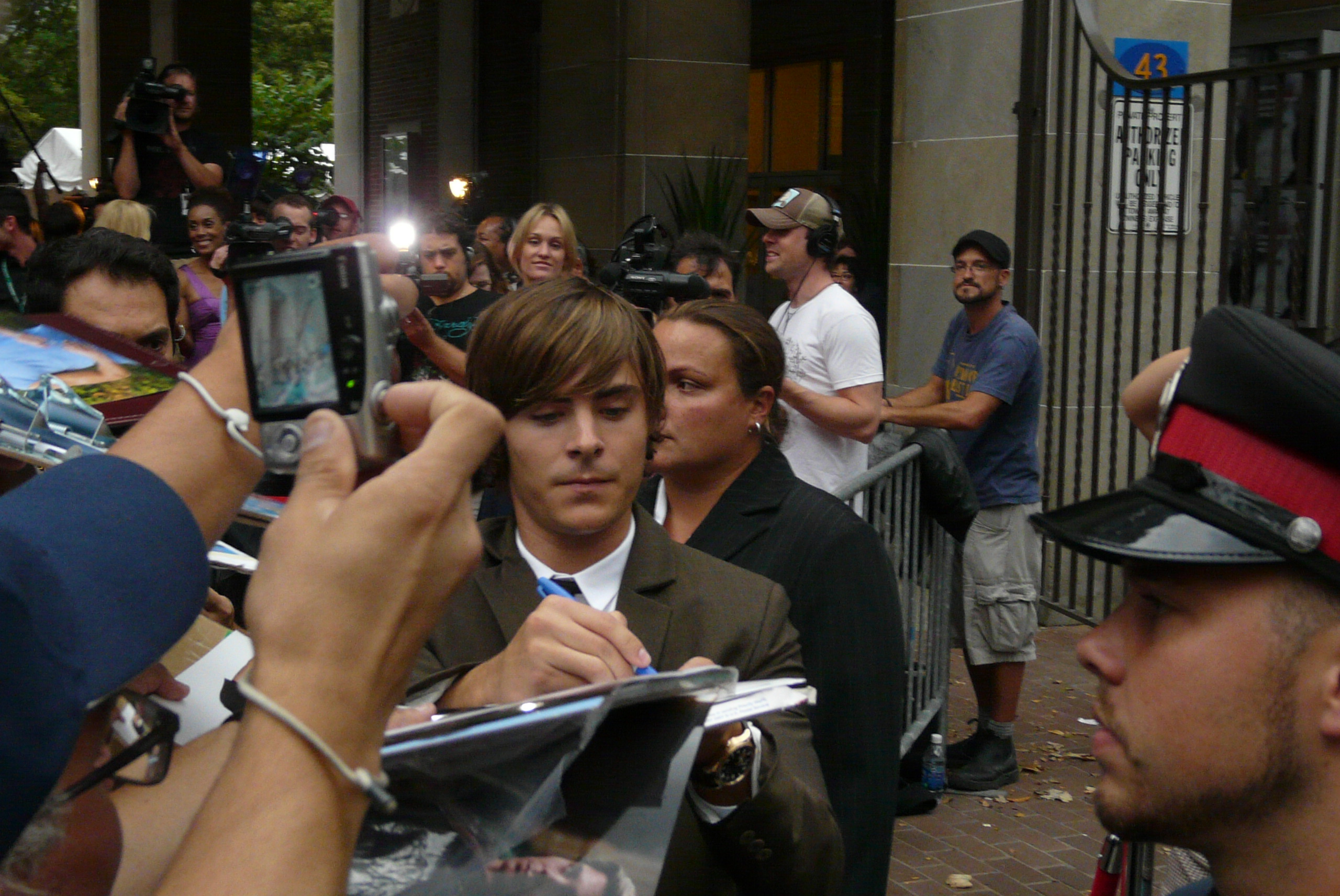
افران در جشنواره بین‌المللی فیلم تورنتو، اکران فیلم من و اورسن ولز، سپتامبر ۲۰۰۸

وقوع می‌پیوندد) نوجوانی است که در گروه تئاتر اورسن ولز استخدام می‌شود تا نقش جولیوس سزار را ایفا کند، و او به دستیار اورسن ولز علاقه‌مند می‌شود. این فیلم در جزیره من، در نیویورک و لندن، در بین فوریه و آوریل ۲۰۰۸ فیلم‌برداری شده است. این فیلم با شرکت در جشنواره بین‌المللی فیلم تورنتو در ۵، ۶ و ۱۱ سپتامبر ۲۰۰۸ به آمریکای شمالی معرفی شد و در سال ۲۰۰۹ اکران شد.
افران همچنین در برنامه‌ریزی ساخت دوبارهٔ فیلم موزیکال شرکت پارامونت پیکچرز Footloose حضور داشت. او گفت که دوست داشت کمی از استعداد خودش را به نقش اضافه کند که در فیلم قبلی توسط Kevin Bacon اجرا شده بود. در مارس ۲۰۰۹، او را از فیلم کنار گذاشتند. او گفت پروژه را به دلیل این که در جستجوی نقشی جدید بود و این یک فیلم موزیکال دیگر بود، ترک کرد.
در ۸ آوریل ۲۰۰۹، زک افران در ویدئوی کمدی کوتاهی به نام Zac Efron's Pool Party برای سایت Funny Or Die شرکت کرد که برای نمایش عمومی عرضه شد. در ۱۱ آوریل ۲۰۰۹ افران مجری یکی از قسمت‌های برنامه ساتردی نایت لایو بود. در اوایل ژوئن ۲۰۰۹ اعلام شد که افران به عنوان مهمان در فصل ششم مجموعه تلویزیونی کمدی شبکه اچ‌بی‌او، دارودسته ظاهر خواهد شد.

### ۲۰۰۹–۲۰۱۴: سایر فعالیت‌ها

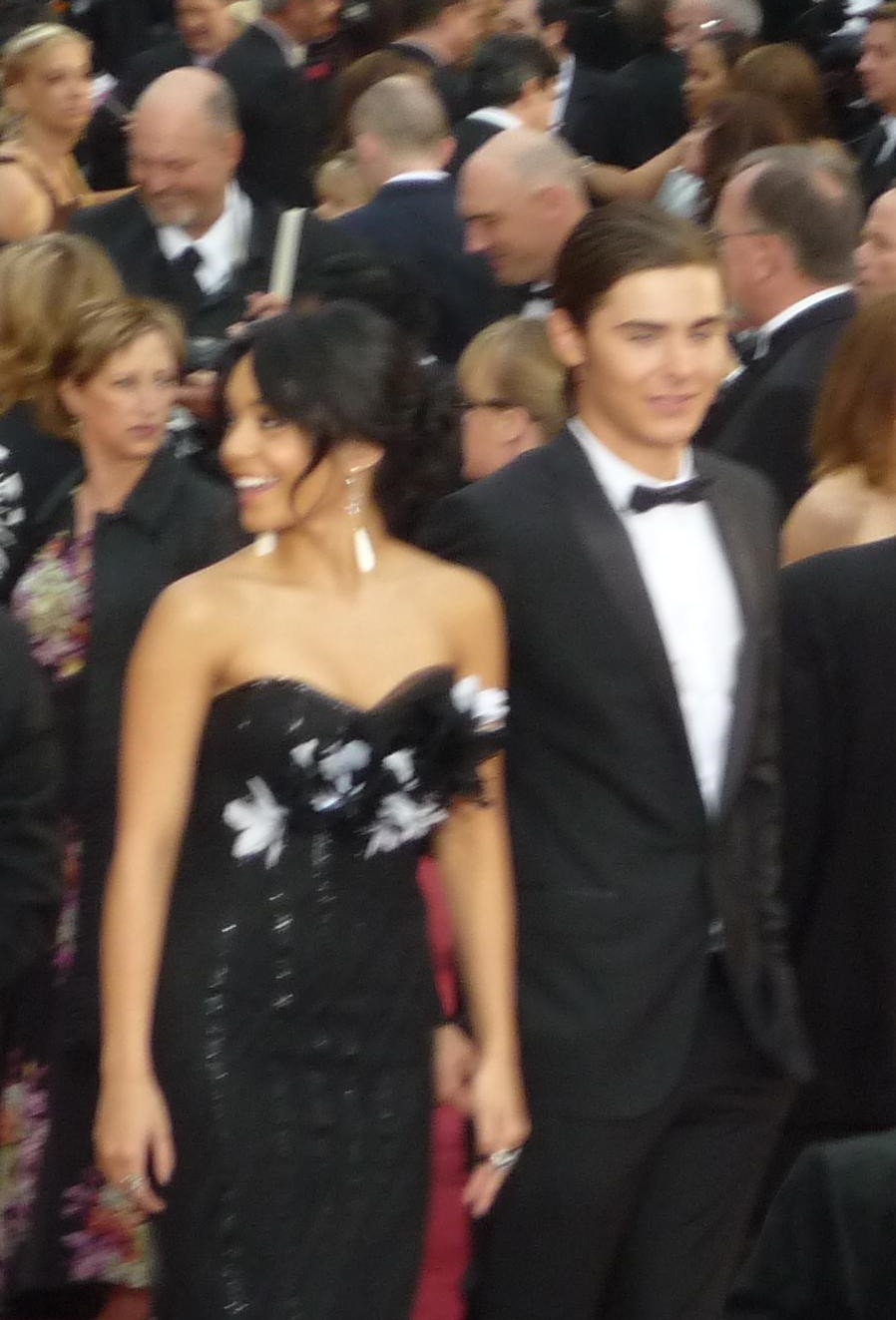
افران همراه با ونسا هاجنز در ۸۱ امین جوایز اسکار

افران در یک سری از تبلیغات، همراه با کریستن بل و Sean Combs برای تبلیغ ۲۰۱۰  MTV Movie Awards و مجری برنامه عزیز انصاری درخشید.
در سال ۲۰۰۹، افران قراردادی برای بازی در فیلم چارلی سنت کلاود امضا کرد، این فیلم در ۳۰ ژوئیه ۲۰۱۰ اکران شد.
فیلم بعدی افران درام از ریچارد لینکلیتر بود که در سپتامبر ۲۰۰۸ در جشنواره بین‌المللی فیلم تورنتو به نمایش درآمد و در اواخر سال ۲۰۰۹ اکران گسترده‌ای دریافت کرد. این فیلم بیشتر مورد انتقاد منتقدان قرار گرفت. وی بعداً در عنوان فوق‌العاده عاشقانه درام عاشقانه چارلی سنت کلاود نقش اصلی را بازی کرد، که علی‌رغم دریافت نظرات منفی منتقدان، در گیشه موفق شد.

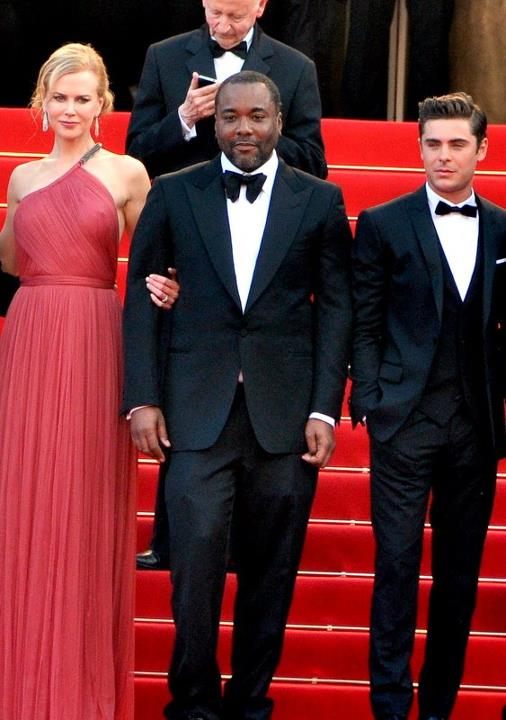
افران، لی دنیلز و نیکول کیدمن در جشنواره فیلم کن ۲۰۱۲

افران بعداً به عنوان بخشی از بازیگران گروه بزرگ در شب سال نو به کارگردانی گری مارشال ظاهر شد که مجموعه ای از ویکت‌های تعطیلات از گروه‌های مختلف شخصیت‌ها را به تصویر می‌کشد. این فیلم تقریباً به اتفاق آرا از نظر منتقدان منفی شد، اما در گیشه موفق شد. وی همچنین در هنرهای موفق لیبرال آرتس که در جشنواره فیلم ساندنس برای اولین بار در ژانویه ۲۰۱۲ اکران شد و در اواخر همان سال اکران محدودی را دریافت کرد، نقش مکمل را ایفا کرد. وی همچنین در کنار نیکول کیدمن، متیو مک‌کانهی، دیوید اویلوو و جان کوزاک در فیلم پسر روزنامه فروش بازی کرد که در جشنواره فیلم کن در مه ۲۰۱۲ اکران شد و در اواخر همان سال اکران گسترده‌تری دریافت کرد. این فیلم با انتقادات متفاوت و منفی از سوی منتقدان روبرو شد.
وی پس از وام دادن به صدای موفق خود به فیلم انیمیشن رایانه‌ای موفق تجاری لوراکس، وی به عنوان نقش اول مرد درام عاشقانه خوش‌شانس، بر اساس رمانی به همین نام از نیکلاس اسپارکس ظاهر شد. این فیلم با وجود نقدهای منفی منتقدان، به موفقیت بزرگی در گیشه تبدیل شد. وی همچنین در درام به هر قیمتی که در جشنواره بین‌المللی فیلم ونیز در سال ۲۰۱۲ به نمایش درآمد و درام تاریخی پارکلند که در جشنواره بین‌المللی فیلم ونیز در سال ۲۰۱۳ به نمایش درآمد، بازی کرد. هر دو فیلم با انتقادات مختلف منتقدان روبرو شدند.
اولین اکران افران در سال ۲۰۱۴ کمدی رمانتیک آن لحظه مزخرف بود که وی همچنین تهیه‌کننده اجرایی آن بود. این فیلم که افران را در کنار مایلز تلر و مایکل بی جوردن به عنوان سه لیسانس در شهر نیویورک بازی کرد، علی‌رغم دریافت نظرات منفی منتقدان، به یک موفقیت تجاری متوسط دست یافت.

### ۲۰۱۴-اکنون: موفقیت در گیشه

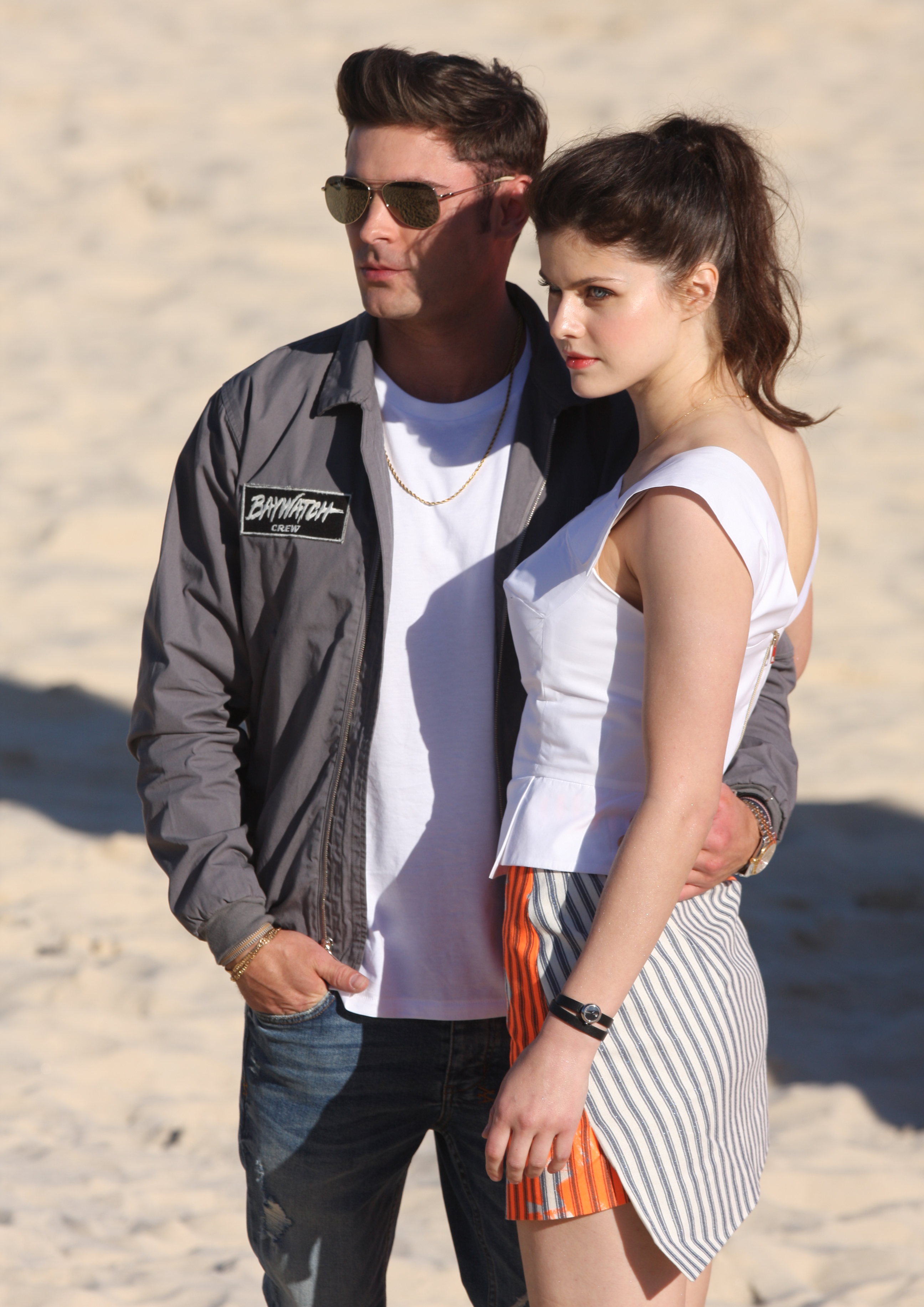
افران و الکساندرا داداریو

سپس در سال ۲۰۱۴، افران در کمدی بزرگسالان همسایه‌ها، با هم‌بازی شدن ست روگن دیده شد. این فیلم حول یک زوج جوان با بازی روگن و رز بیرن بود که در حالی که در کنار خانه یک برادری وحشی به رهبری رئیس آن و با بازی افران زندگی می‌کردند برای تربیت فرزند دختر خود تلاش می‌کنند. این فیلم به یک موفقیت بزرگ تجاری تبدیل شد و بیشتر منتقدان نظر مثبت را به دست آوردند، آنها همچنین اضافه کردند که افران با رسیدن به این موفقیت، تصویر «پسر خوشگل دیزنی» را از بین برد.
تنها نسخه افران در سال ۲۰۱۵ موفقیت نسبی ما دوستان تو هستیم بود، که در آن وی نقش یک دی جی مبارز را بازی کرد. در ژانویه ۲۰۱۶، او در کنار رابرت دنیرو در کمدی بزرگسالان بابابزرگ کثیف بازی کرد، در مورد یک جوان قشر درهم و برهنه که با بردن او به تعطیلات به فلوریدا، با بی پروایی به شخصیت بدون درد پدربزرگ خود می‌پردازد. این فیلم بیشتر به دلیل شوخ‌طبعی خشن از منتقدان نظرات منفی دریافت کرد اما با اکران به موفقیت تجاری رسید. وی بعداً در دنباله کمدی همسایه‌ها ۲: انجمن خواهری برمی‌خیزد با ست روگن، رز بیرن و کلویی گریس مورتس همبازی شد که با اکران در مه ۲۰۱۶ به یک موفقیت تجاری و انتقادی بدل شد. این فیلم از همان زوج (روگن و بیرن) پیروی کرد که با رقیب سابق خود (افران) همکاری می‌کنند تا یک جنجال سرسخت را به رهبری یک دانشجوی تازه‌وارد (مورتز) بردارند. سومین کمدی او در سال ۲۰۱۶ که در ژوئیه منتشر شد، مایک و دیو همراه عروسی می‌خواهند که در آن با آدام دیواین (در نقش خواهر و برادر) و همچنین آنا کندریک و آبری پلازا هم‌بازی بود.

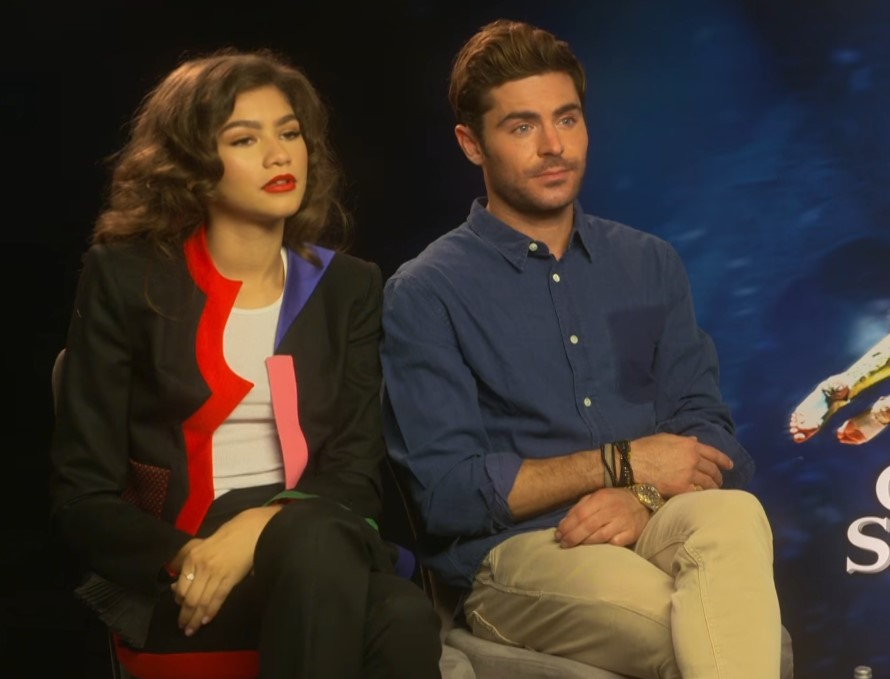
افران و زندایا در سال ۲۰۱۷

در سال ۲۰۱۷، افران در گارد ساحلی، نسخه کمدی اکشن مجموعه تلویزیونی به همین نام، که در ماه مه منتشر شد، بازی کرد. در این فیلم دوئین جانسون و افران با بازیگران گروه از جمله الکساندرا داداریو، کلی رورباک، جون باس، ایلفنش هادرا و پریانکا چوپرا حضور دارند. همچنین در سال ۲۰۱۷، افران در دو فیلم بیوگرافی که در ماه دسامبر اکران شد، نقش مکمل را بازی کرد: هنرمند فاجعه، یک درام کمدی به کارگردانی و بازیگری جیمز فرانکو و به عنوان فیلیپ، در نمایش موزیکال بزرگ‌ترین شومن، در کنار هیو جکمن، هر دو نامزد دریافت جایزه گلدن گلوب بهترین فیلم متحرک - موزیکال یا کمدی شدند.

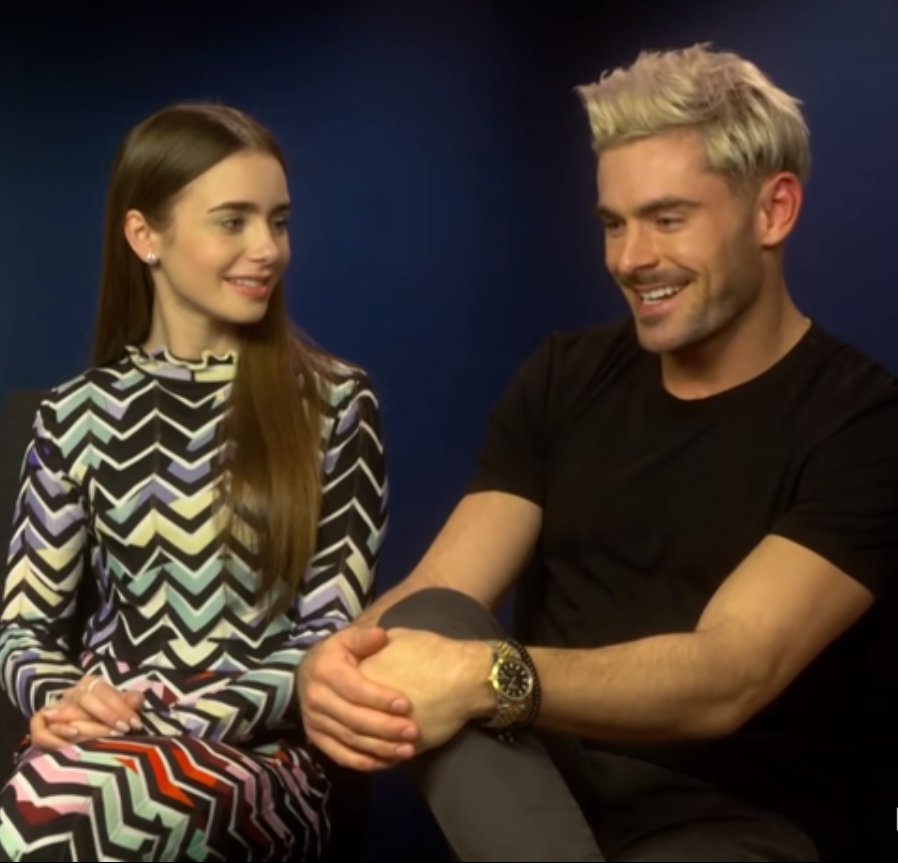
افران و لی‌لی کالینز

در سال ۲۰۱۹، افران در فیلم هارمونی کورین، بطری ساحلی، مقابل ستاره متیو مک‌کانهی، لیبرتین اعتیاد آور بازی کرد. او همچنین در نقش قاتل سریالی تد باندی در فیلم‌های فوق‌العاده شرور، به طرز وحشتناکی شیطانی و پست، در کنار لی‌لی کالینز که به عنوان دوست دختر باندی بازی کرد. این فیلم در اوایل سال ۲۰۱۹ در جشنواره فیلم ساندنساکران شد و توسط نتفلیکس در تاریخ ۳ مه منتشر شد. افران بعد از آن در فیلم انیمیشن اسکوب ساخته برادران وارنر در به جای شخصیت فرد جونز صدا پیشه بود.

### پروژه‌های آینده
افران به همراه برادرش در یک مجموعه تلویزیونی واقعیت زنده ماندن به نام Kill the Afronها بازی خواهد کرد، جایی که این زوج به مناطق دوردست جهان فرستاده می‌شوند. اولین مجموعه تلویزیونی فقط برای موبایل در سال ۲۰۲۰ و در Quibi به نمایش در می‌آید.

## زندگی شخصی
افران دارای دو آپارتمان در لس آنجلس، کالیفرنیا است. در ۱۵ ژانویه ۲۰۰۸ افران در یک مرکز درمانی در لس آنجلس، به دلیل وضعیت اورژانسی آپاندیسش بستری شد. افران همچنین در مجلهٔ فوربس از بین ۱۰۰ سلبریتی در سال ۲۰۰۸ در مقام ۹۲ با درآمد ۵٫۸ میلیون دلار از ژوئن ۲۰۰۷ تا ژوئن ۲۰۰۸ قرار گرفت.
در ۵ آوریل ۲۰۰۹ ثروت او حدود ۱۰ میلیون دلار تخمین زده شد.
ونسا هاجنز در مصاحبه‌ای با مجلهٔ تین گفت که او و زک افران از سال ۲۰۰۵ در طی فیلم‌برداری دبیرستان موزیکال با همدیگر قرار می‌گذاشتند. این زوج در دسامبر ۲۰۱۰ از یکدیگر جدا شدند.
همچنین مجله پیپل در سال ۲۰۰۷ عنوان کرد که افران و ونسا هاجنز در طول مدت فیلم‌برداری دبیرستان موزیکال در سال ۲۰۰۵ شروع به قرار گذاشتن کردند، اگرچه مجله یو اس، بعد از جدا شدن این زوج در دسامبر ۲۰۱۰، نوشت که ملاقات آن دو در سال ۲۰۰۵ هنگام ساخت دبیرستان موزیکال اولین تلنگر بود برای شروع یک ماجرای عشقی که در حدود دو سال بعد شروع شد.

## فیلم‌شناسی

### فیلم
| سال  | عنوان                                        | نقش                          | یادداشت‌ها               | منبع          |
| ---- | -------------------------------------------- | ---------------------------- | ----------------------- | ------------- |
| ۲۰۰۳ | دنیای ملیندا                                 | استوارت واسر                 |                         | [ ۲۵ ]        |
| ۲۰۰۵ | اسب نریان دربی                               | پاتریک مک‌کارتل               |                         | [ ۲۶ ]        |
| ۲۰۰۷ | اسپری مو                                     | لینک لارکین                  |                         | [ ۲۷ ]        |
| ۲۰۰۸ | دبیرستان موزیکال ۳: سال آخر                  | تروی بولتون                  |                         | [ ۲۸ ]        |
| ۲۰۰۸ | من و اورسن ولز                               | ریچارد ساموئلز               |                         | [ ۲۹ ]        |
| ۲۰۰۹ | دوباره ۱۷                                    | مایک اودانل                  |                         | [ ۳۰ ]        |
| ۲۰۱۰ | چارلی سنت کلاود                              | چارلی سنت کلود               |                         | [ ۳۱ ]        |
| ۲۰۱۱ | شب سال نو                                    | پل                           |                         | [ ۳۲ ]        |
| ۲۰۱۲ | به هر قیمتی                                  | دین ویپل                     |                         | [ ۳۳ ]        |
| ۲۰۱۲ | لیبرال آرتس                                  | نات                          |                         | [ ۳۴ ]        |
| ۲۰۱۲ | لوراکس                                       | تد ویگینز                    | صدا پیشه                | [ ۳۵ ]        |
| ۲۰۱۲ | خوش‌شانس                                      | لوگان تیبو                   |                         | [ ۳۶ ]        |
| ۲۰۱۲ | پسر روزنامه فروش                             | جک یانسن                     |                         | [ ۳۷ ]        |
| ۲۰۱۳ | پارکلند                                      | دکتر چارلز جیمز «جیم» کاریکو |                         | [ ۳۸ ]        |
| ۲۰۱۴ | همسایه‌ها                                     | تدی سندرز                    |                         | [ ۳۹ ]        |
| ۲۰۱۴ | آن لحظه مزخرف                                | جیسون                        | همچنین تهیه‌کنندهٔ اجرایی | [ ۴۰ ] [ ۴۱ ] |
| ۲۰۱۵ | ما دوستان تو هستیم                           | کول کارتر                    |                         | [ ۴۲ ]        |
| ۲۰۱۶ | بابابزرگ کثیف                                | جیسون کلی                    |                         | [ ۴۳ ]        |
| ۲۰۱۶ | مایک و دیو همراه عروسی می‌خواهند              | دیو استنگل                   |                         | [ ۴۴ ]        |
| ۲۰۱۶ | همسایه‌ها ۲: انجمن خواهری برمی‌خیزد            | تدی سندرز                    |                         | [ ۴۵ ]        |
| ۲۰۱۷ | گارد ساحلی                                   | مت برودی                     |                         | [ ۴۶ ]        |
| ۲۰۱۷ | هنرمند فاجعه                                 | دانیل جانیکیان / کریس آر     |                         | [ ۴۷ ]        |
| ۲۰۱۷ | بزرگ‌ترین شومن                                | فیلیپ کارلایل                |                         | [ ۴۸ ]        |
| ۲۰۱۹ | بطری ساحلی                                   | فلیکر                        |                         | [ ۴۹ ]        |
| ۲۰۱۹ | فوق‌العاده شرور، به طرز وحشتناکی شیطانی و پست | تد باندی                     | همچنین تهیه‌کنندهٔ اجرایی | [ ۵۱ ]        |
| ۲۰۲۰ | اسکوب                                        | فرد جونز                     | صدا پیشه                | [ ۵۲ ]        |
| ۲۰۲۱ | رالف را نجات دهید                            | بابی                         | صدا پیشه (فیلم کوتاه)   | [ ۵۳ ]        |
| ۲۰۲۲ | طلا                                          | ویرژیل                       |                         | [ ۵۴ ]        |
| ۲۰۲۲ | آتش‌افروز                                     | اندی مک‌گی                    |                         | [ ۵۵ ]        |
| ۲۰۲۲ | بزرگ‌ترین سفر تمام زمان‌ها برای آبجو           | جان «چیکی» دوناهو            |                         | [ ۵۶ ]        |
| ۲۰۲۳ | پنجهٔ آهنی                                    | کوین فون اریک                |                         | [ ۵۷ ]        |
| ۲۰۲۴ | ریکی استانیکی                                | دین                          |                         | [ ۵۸ ]        |
| ۲۰۲۴ | امر خانوادگی                                 | کریس کول                     |                         | [ ۵۹ ]        |

### تلویزیون
| سال       | عنوان                                          | نقش               | توضیحات                                     |
| --------- | ---------------------------------------------- | ----------------- | ------------------------------------------- |
| ۲۰۰۲      | فایرفِلای                                       | سایمون تَم (جوانی) | قسمت «امن»                                  |
| ۲۰۰۳      | دنیای بزرگ کارل لامکه                          | پیت لامکه         | فیلم تلویزیونی (فیلم کوتاه)                 |
| ۲۰۰۳      | بخش فوریت‌های پزشکی (ای آر)                     | بابی نویل         | قسمت «اَبی عزیز»                             |
| ۲۰۰۴      | نگهبان                                         | لوک تامِلّو         | قسمت «بدون رضایت»                           |
| ۲۰۰۴      | امتداد معجزه                                   | استفان مورگان     | فیلم تلویزیونی                              |
| ۲۰۰۴      | بازی سه‌گانه                                    | هری فولر          | فیلم تلویزیونی (فیلم کوتاه)                 |
| ۲۰۰۵–۲۰۰۴ | سرزمین تابستانی                                | کامرون بِیل        | ۱۶ قسمت                                     |
| ۲۰۰۵      | سی‌اس‌آی: میامی                                  | سِت داوسون         | قسمت «سکس و مالیات»                         |
| ۲۰۰۶      | سرقت                                           | پیک پیتزا فروشی   | قسمت «خلبان»                                |
| ۲۰۰۶      | دبیرستان موزیکال                               | تروی بولتون       | فیلم تلویزیونی                              |
| ۲۰۰۶      | اگر اینجا زندگی می‌کردید، اکنون خانه خواهید بود | کودی              | فیلم تلویزیونی                              |
| ۲۰۰۶      | ان‌سی‌آی‌اس                                       | دانیل آستین       | قسمت «فریب»                                 |
| ۲۰۰۶      | جایگزین‌ها (انیمیشن)                            | دِیوی هانکِرهوف     | قسمت «Davey Hunkerhoff/Ratted Out»          |
| ۲۰۰۶      | زندگی سوئیت زاک و کودی                         | تِرِوِر              | قسمت «زوج عجیب»                             |
| ۲۰۰۷      | دبیرستان موزیکال ۲                             | تروی بولتون       | فیلم تلویزیونی                              |
| ۲۰۰۹      | زندگی سوئیت زاک و کودی                         | خودش              | قسمت «کدهای امنیتی»                         |
| ۲۰۰۹      | ساتردی نایت لایو                               | خودش              | ۲ قسمت                                      |
| ۲۰۰۹–۲۰۱۶ | مرغ ربات                                       | صداپیشه چند شخصیت | ۵ قسمت                                      |
| ۲۰۱۹      | اکتشافات انسانی                                | گری (صداپیشه)     | هنرپیشه اصلی و تهیه‌کننده                    |
| ۲۰۲۰      | زمین‌گردی بی‌تکلف با زک افران                    | خودش              | (مستند تلویزیونی) همچنین به عنوان تهیه‌کننده |

| سال  | عنوان        | خواننده    | آلبوم       |
| ---- | ------------ | ---------- | ----------- |
| ۲۰۰۵ | از درون مریض | هوپ پارتلو | ما کی هستیم |
| ۲۰۰۷ | بگو باشه     | ونسا هاجنز | وی          |

## جوایز و نامزدی‌ها
جوایز:

افران در فیلم دوباره ۱۷

- ۲۰۰۶: جوایز انتخاب نوجوانان: ستارهٔ غیرمنتظره
- ۲۰۰۶: جوایز انتخاب نوجوانان: بهترین صحنهٔ عاطفی برای فیلم دبیرستان موزیکال (با ونسا هاجنز)
- ۲۰۰۷: جوایز انتخاب کودکان: بهترین بازیگر مرد برای فیلم دبیرستان موزیکال ۲
- ۲۰۰۷: جوایز انتخاب نوجوانان: جذاب‌ترین بازیگر مرد
- ۲۰۰۷: جوایز فیلم هالیوود: گروه بازیگری سال برای فیلم اسپری‌مو (با کلیهٔ بازیگران فیلم)
- ۲۰۰۷: جوایز MTV Movie: تأثیرگذارترین بازیگر مرد برای فیلم اسپری‌مو
- ۲۰۰۷: جوایز Young Hollywood: بهترین برای تماشا (One to Watch)
- ۲۰۰۸: جوایز MTV Movie: بهترین بازیگر مرد برای فیلم دبیرستان موزیکال ۳: سال آخر
- ۲۰۰۸: جوایز انتخاب نوجوانان: بهترین بازیگر در رقص و آواز برای فیلم دبیرستان موزیکال ۳: سال آخر
- ۲۰۰۹: جوایز انتخاب نوجوانان: بهترین بازیگر در ژانر کمدی برای فیلم دوباره ۱۷
- ۲۰۰۹: جوایز انتخاب نوجوانان: جایزه Choice Rockstar Moment برای فیلم دوباره ۱۷
- ۲۰۱۰: جوایز مجله Bravo Otto: بهترین ستارهٔ مرد
- ۲۰۱۱: جوایز انتخاب مردم: محبوب‌ترین ستارهٔ زیر ۲۵ سال سینما
- ۲۰۱۱: جوایز انتخاب نوجوانان: بهترین لباس مراسم فرش قرمز

نامزدی‌ها:
- ۲۰۰۵: جوایز هنرمند جوان: بهترین بازیگر مکمل مرد برای فیلم معجزه
- ۲۰۰۷: جوایز هنرمند جوان: بهترین بازیگر مرد در فیلم تلویزیونی برای فیلم دبیرستان موزیکال
- ۲۰۰۸: جوایز انجمن منتقدان: بهترین آهنگ برای اسپری‌مو با کویین لطیفه، Nikki Blonsky و Elijah Kelley برای آهنگ Come So Far
- ۲۰۰۸: جوایز Astra: بهترین بازیگر برای فیلم دبیرستان موزیکال ۲
- ۲۰۰۹: جوایز MTV Movie: داغ‌ترین بوسه برای فیلم دبیرستان موزیکال ۳: سال آخر (با ونسا هاجنز)
- ۲۰۱۰: جوایز انتخاب کودکان: محبوب‌ترین بازیگر مرد برای فیلم دوباره ۱۷
- ۲۰۱۰: جوایز MTV Movie: بهترین بازیگر مرد برای فیلم دوباره ۱۷
- ۲۰۱۱: جوایز MTV Movie: بهترین بازیگر مرد برای فیلم چارلی سنت کلاود